# Adolf Kloska
Adolf Kloska (* 8. Dezember 1920 in Schwertberg, Oberösterreich; † 19. Juli 1964) war ein österreichischer Bildhauer, Maler und Graphiker.

## Leben
Im Zweiten Weltkrieg diente er in der deutschen Wehrmacht und war bis März 1947 in Nordafrika in Gefangenschaft.
Anschließend besuchte er von 1947 bis 1948 die Bundesfachschule für Holz- und Steinbearbeitung in Hallein (Salzburg) und von 1948 bis 1957 die Akademie der bildenden Künste Wien unter den Professoren Franz Santifaller, Fritz Wotruba und Albert Paris Gütersloh.
Seit 1957 war er Mitglied der Künstlervereinigung MAERZ in Linz und der Mühlviertler Künstlergilde. 1957 bezog er ein Atelier in dem vom Kulturring der Wirtschaft Oberösterreichs eröffneten Egon Hofmann-Atelierhaus (Dörfl).

## Ausstellungen
- 1954 Neue Galerie der Stadt Linz
- 1955 Internationale Festwochen, Montpellier
- 1963 Dreiländerausstellung Trigon, Graz
- 1966 Bildhauer des Maerz Neue Galerie Linz
- 1985 Österreichische Kunst 1900–1975 im Schloss Halbturn
- 2008 Tür an Tür, Atelierhaus der Wirtschaft OÖ, Nordico – Museum der Stadt Linz (2 Werke im Rahmen einer Gemeinschaftsausstellung der Künstler des Egon Hofmann Atelierhauses)

## Auszug der Werke
- Esperanto-Denkmal Linz
- Kriegerdenkmal Perg (1960)

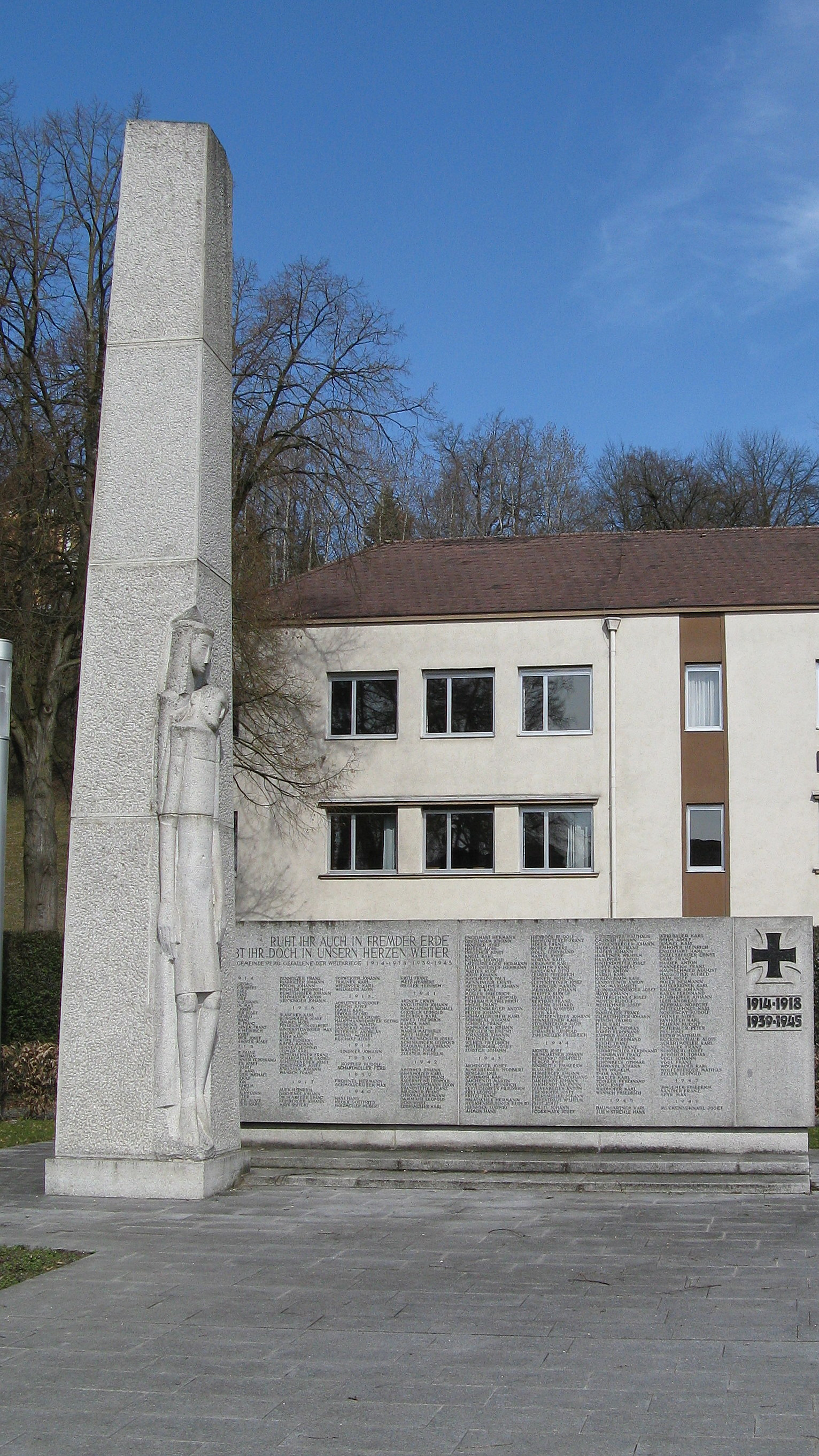
Kriegerdenkmal in Perg vor der Hauptschule 1 (1960)

- Granitrelief „Kriemhild und Gunter“ Linzer Schlossmauer
- „Der Auferstandene“ (Mosaik), Pfarrfriedhof Urfahr
- „Apostel“ (Granit), Bundesministerium
- Mädchenkopf (Granit), Bundesministerium
- Zwei Gestalten, Trigon Graz
- „Der Schreitende“, Landesmuseum Linz
- Anton Bruckner – Büste – Marmor etwa 1954 Privatbesitz

## Auszeichnungen
- Nach ihm wurde in Schwertberg eine Straße benannt.
- 1953 Silberne Füger Medaille der Akademie der bildenden Künste Wien